# إيكر بيغونيا
إكير بيغونيا (بالإسبانية: Iker Begoña) هو لاعب كرة قدم إسباني في مركز الدفاع، ولد في 15 نوفمبر 1976 في بلباو في إسبانيا. لعب مع أتلتيك بيلباو ب وريكرياتيفو وليفادياكوس ونادي ألباسيتي ونادي أليكانتي ونادي باسكونيا ونادي غرنيكا.

## وصلات خارجية
- إكير بيغونيا على موقع قاعدة بيانات كرة القدم.إي يو (الإنجليزية)
- إكير بيغونيا على موقع Soccerway.com (الإنجليزية)